# Blakea florifera
Blakea florifera är en tvåhjärtbladig växtart som beskrevs av Henry Allan Gleason. Blakea florifera ingår i släktet Blakea och familjen Melastomataceae. Inga underarter finns listade i Catalogue of Life.